# Andy Secombe
Pour les articles homonymes, voir Secombe.
Andy Secombe, né Andrew Secombe le 26 avril 1953 à Mumbles, en Galles du Sud, est un acteur et écrivain britannique.

## Biographie
Fils du chanteur et comédien Harry Secombe, Andy Secombe est probablement plus connu pour avoir doublé Watto dans la Prélogie de la saga Star Wars. Il a également incarné la voix d'un autre Toydarien dans le jeu vidéo Star Wars: Knights of the Old Republic II: The Sith Lords. Il est aussi l'auteur de quatre romans de fantasy : Limbo, Limbo Two: The Final Chapter, The Last House in the Galaxy et Endgame.

## Filmographie
- Evil Baby ((en) I Don't Want to Be Born) : 1975
- The Legend of Robin Hood : 1975
- Les Aventures érotiques d'un chauffeur de taxi ((en) Adventures of a Taxi Driver) : 1976
- Twenty Times More Likely : 1978
- Chips Comic : 1983 - Série télévisée
- Fast Forward : 1984 à 1986 - Série télévisée
- Star Cops : 1987 - Série télévisée
- This Way Up : 1989 - Série télévisée
- Insektors : 1994 - Série télévisée
- Peak Practice : 1997 - Série télévisée
- Star Wars, épisode I : La Menace fantôme ((en) Star Wars: Episode I - The Phantom Menace) : 1999 - Doublage
- Star Wars, épisode II : L'Attaque des clones ((en) Star Wars: Episode II - The Attack of the Clones) : 2002 - Doublage

## Jeux vidéo
- Star Wars: Episode I - Racer : 1999 - Doublage
- Star Wars: Racer Revenge : 2002 - Doublage
- Les Chevaliers de Baphomet : le Manuscrit de Voynich (Broken Sword: The Sleeping Dragon) : 2003 - Doublage
- Star Wars: Knights of the Old Republic 2 - The Sith Lords : 2004 - Doublage
- Les Chevaliers de Baphomet : les Gardiens du Temple de Salomon (Broken Sword: The Angel of Death) : 2006 - Doublage

## Publications
- Limbo
- Limbo Two: The Final Chapter
- The Last House in the Galaxy
- Endgame